# Coulonges (Charente)
Coulonges település Franciaországban, Charente megyében. Lakosainak száma 121 fő (2022. január 1.). Coulonges Ambérac, La Chapelle, Villognon, Vouharte és Xambes községekkel határos.

## Népesség
A település népessége az elmúlt években az alábbi módon változott:
| Lakosok száma | 200  | 168  | 113  | 144  | 148  | 149  | 133  | 132  | 130  | 121  |
|               | 1968 | 1982 | 1999 | 2006 | 2011 | 2015 | 2017 | 2018 | 2020 | 2022 |